# Dân giang hồ

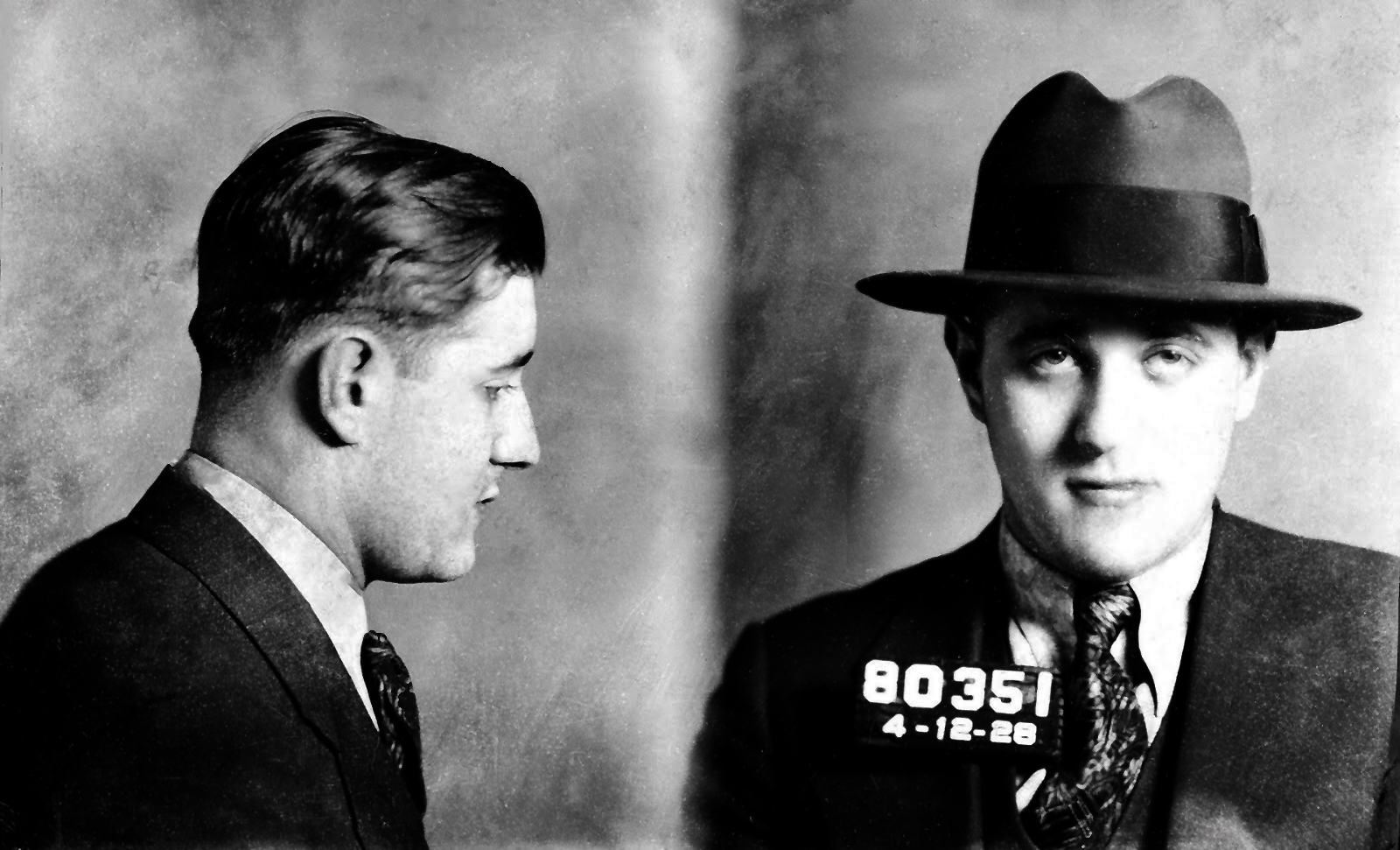
Ảnh chụp chân dung (mugshot) của tay xã hội đen khét tiếng Bugsy Siegel người Mỹ gốc Do Thái trong thập niên 1920

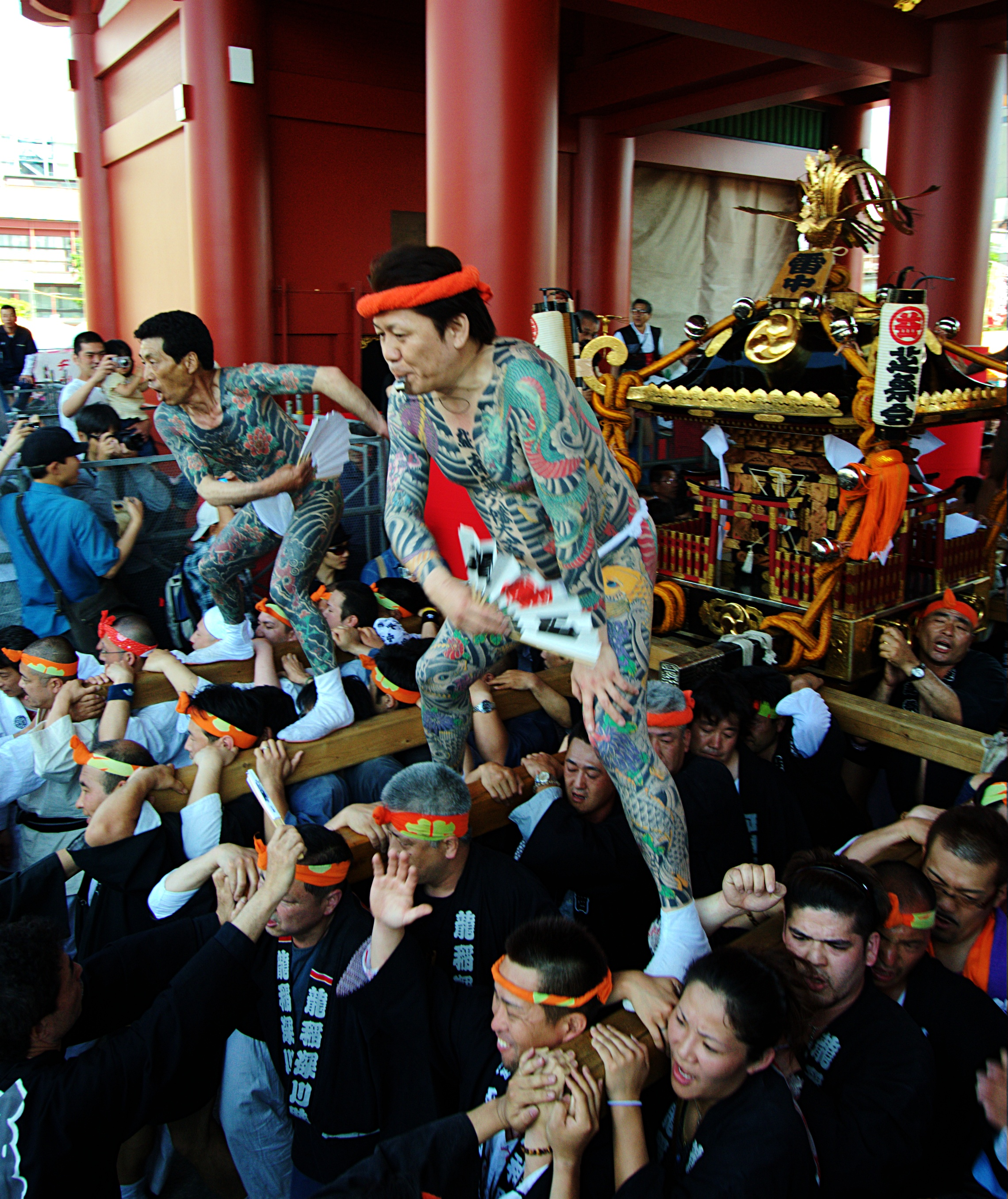
Giới Yakuza hay xã hội đen Nhật Bản không được phép khoe hình xăm ở nơi công cộng, ngoại trừ thời gian diễn ra lễ hội Sanja Matsuri

Dân giang hồ, hay còn có các tên gọi khác là gã giang hồ, người trong giang hồ hoặc thông tục hơn là dân xã hội đen, thường là thành viên của một băng đảng. Một số băng đảng còn được xem như một phần của tội phạm có tổ chức. Đôi khi người trong giang hồ còn được gọi là dân tù tội hoặc mang tính dân dã hơn thì là côn đồ, lưu manh, du đãng, du côn, du thủ du thực, đầu gấu, đầu mặn, dân trộm cắp, phường trộm cắp. Các băng đảng mang đến một cấp độ tổ chức và nguồn lực nhằm hỗ trợ những vụ làm ăn phi pháp mang quy mô lớn hơn và phức tạp hơn nhiều so với việc một cá nhân tội phạm có thể đạt được ý nguyện. Dân giang hồ hoạt động trong nhiều năm ở nhiều quốc gia trên thế giới. Họ cũng là chủ đề đem ra khai thác của nhiều cuốn tiểu thuyết, nhiều bộ phim và cả trong video game.

### Tại Hoa Kỳ:
- Baker, T. Lindsay (2011). Gangster Tour of Texas. Texas A&M University Press. ISBN 978-1-60344-258-9.
- Cohen, Rich (1999). Tough Jews: Fathers, Sons, and Gangster Dreams. Random House Digital, Inc. ISBN 0-375-70547-3.
- English, T. J. (2006). Paddy Whacked: The Untold Story of the Irish American Gangster. HarperCollins. ISBN 0-06-059003-3.
- Fried, Albert (1980). The rise and fall of the Jewish gangster in America. Columbia University Press. ISBN 0-231-09683-6.
- Gardaphé, Fred L. (2006). From wiseguys to wise men: the gangster and Italian American masculinities. CRC Press. ISBN 0-415-94648-4.
- Hendley, Nate (2007). Bonnie and Clyde: a biography. Greenwood Publishing Group. ISBN 978-0-313-33871-7.
- Iorizzo, Luciano J. (2003). Al Capone: a biography. Greenwood Publishing Group. ISBN 0-313-32317-8.
- "Mob Life: Gangster Kings of Crime — slideshow". Life magazine. Bản gốc lưu trữ ngày 19 tháng 11 năm 2011. Truy cập ngày 24 tháng 11 năm 2011.
- Theoharis, Athan G. (1999). The FBI: a comprehensive reference guide. Greenwood Publishing Group. ISBN 0-89774-991-X.
- Thrasher, Frederic Milton, 1892-1962. (1936). "Chicago's gangland 1923-1926". Chicago: University of Chicago Press. Truy cập ngày 24 tháng 11 năm 2011.{{Chú thích web}}:  Quản lý CS1: nhiều tên: danh sách tác giả (liên kết) Quản lý CS1: tên số: danh sách tác giả (liên kết)
- "Tongs and Street Gangs". MafiaNJ. Truy cập ngày 24 tháng 11 năm 2011.
- Toplin, Robert B. (1996). History by Hollywood: The Use and Abuse of the American Past. Urbana, IL: University of Illinois. ISBN 0-252-06536-0.

### Trong văn hóa đại chúng:
- Anastasia, George; Macnow, Glen; Pistone, Joe (2011). The Ultimate Book of Gangster Movies: Featuring the 100 Greatest Gangster Films of All Time. Running Press. ISBN 978-0-7624-4154-9.
- Beeton, Sue (2005). Film-induced tourism. Channel View Publications. tr. 62. ISBN 1-84541-014-9.
- Casillo, Robert (2006). Gangster priest: the Italian American cinema of Martin Scorsese. University of Toronto Press. ISBN 0-8020-9403-1.
- Choi, Jinhee (2010). The South Korean film renaissance: local hitmakers, global provocateurs. Wesleyan University Press. ISBN 978-0-8195-6940-0.
- "City of God". Box Office Mojo. Truy cập ngày 25 tháng 11 năm 2011.
- Ebert, Roger (ngày 24 tháng 1 năm 2003). "City of God". Chicago Sun Times. Bản gốc lưu trữ ngày 8 tháng 10 năm 2012. Truy cập ngày 25 tháng 11 năm 2011.
- Hark, Ina Rae (2007). American cinema of the 1930s: themes and variations. Rutgers University Press. ISBN 978-0-8135-4082-5.
- Hoppenstand, Gary (1987). "Gangster Formula". In search of the paper tiger: a sociological perspective of myth, formula, and the mystery genre in the entertainment print mass medium. Popular Press. ISBN 0-87972-356-4.
- Kaplan, David E.; Dubro, Alec (2003). Yakuza: Japan's criminal underworld. University of California Press. ISBN 0-520-21562-1.
- Kenna, Laura Cook (2007). Dangerous men, dangerous media: Constructing ethnicity, race, and media's impact through the gangster image, 1959--2007. The George Washington University. ISBN 978-0-549-32685-4.[liên kết hỏng]
- McCarty, John (2004). Bullets over Hollywood: the American gangster picture from the silents to The Sopranos. Da Capo Press. ISBN 0-306-81301-7.
- Munby, Jonathan (1999). Public enemies, public heroes: screening the gangster from Little Caesar to Touch of Evil. University of Chicago Press. ISBN 0-226-55033-8.
- Nochimson, Martha (2007). Dying to belong: gangster movies in Hollywood and Hong Kong. Wiley-Blackwell. ISBN 978-1-4051-6371-2.
- Nochimson, Martha P. (2011). World on Film: An Introduction. John Wiley & Sons. ISBN 978-1-4443-5833-9.
- Reiber, Beth (2011). Frommer's Hong Kong. John Wiley & Sons. ISBN 978-0-470-87633-6.
- Rubin, Rachel (2000). Jewish gangsters of modern literature. University of Illinois Press. ISBN 0-252-02539-3.
- Ruth, David E. (1996). Inventing the public enemy: the gangster in American culture, 1918–1934. University of Chicago Press. ISBN 0-226-73218-5.
- Shadoian, Jack (2003). Dreams & dead ends: the American gangster film. Oxford University Press. ISBN 0-19-514292-6.
- "Soy un Delincuente". Allmovie. Truy cập ngày 25 tháng 11 năm 2011.
- Talbot, Daniel (1975). Film: an anthology. University of California Press.